# Дигенетические сосальщики

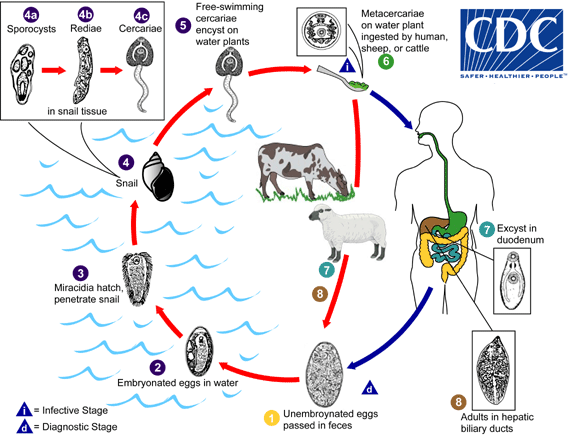
Схема классического жизненного цикла дигенетических сосальщиков на примере печёночной двуустки

Дигенетические сосальщики (лат. Digenea) — подкласс паразитических плоских червей из класса трематод (Trematoda). Их жизненный цикл, за редкими исключениями, протекает в нескольких хозяевах и сопровождается закономерным чередованием не менее трёх поколений. Описано около 7200 видов. Некоторые трематоды (около 40 видов) — паразиты человека, вызывающие опасные заболевания — трематодозы, например, шистосомоз и описторхоз. К трематодам относятся печёночная двуустка (Fasciola hepatica), кошачья двуустка (Opisthorchis felineus), шистосомы (Schistosoma), Leucochloridium paradoxum.
Раньше, особенно в русскоязычной научной традиции, название трематоды (Trematoda) использовалось как синоним дигенетических сосальщиков. В современной гельминтологии этим термином называют класс плоских червей, объединяющий подклассы аспидогастрей (Aspidogastrea) и дигенетических сосальщиков (Digenea).

## Описание
К подклассу дигенетических сосальщиков относятся самые мелкие представители плоских червей, взрослая особь  мелких видов может достигать 0,2 мм, крупных видов — 6 см.

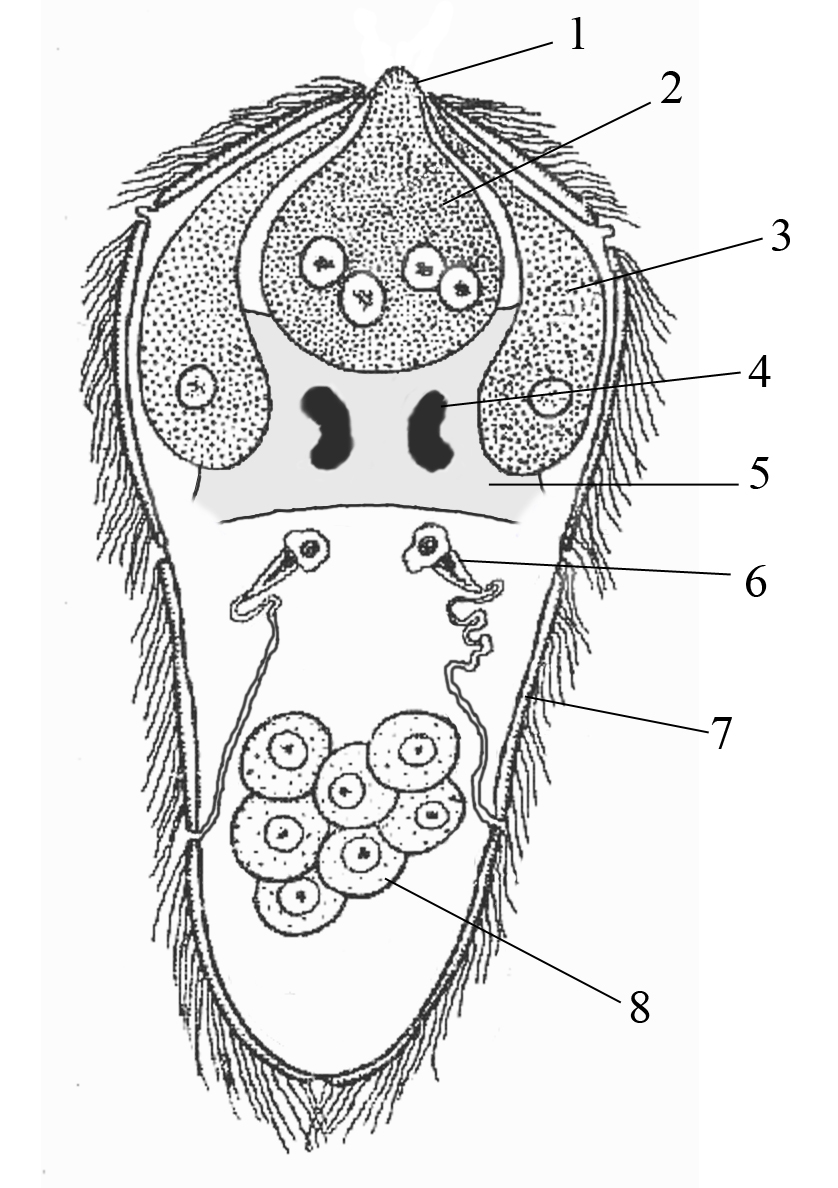
Строение мирацидия: 1 — хоботок; 2 — апикальная железа; 3 — латеральные железы; 4 — глазки; 5 — мозговой ганглий; 6 — протонефридий; 7 — эпителиальная пластинка; 8 — зародышевые клетки

## Жизненный цикл
Дигенетические сосальщики обладают сложным жизненным циклом с гетерогонией: закономерным чередованием амфимиктной (обычно гермафродитной) и партеногенетических стадий. Всех представителей класса характеризует наличие стадий, паразитирующих в беспозвоночных (обычно в брюхоногих моллюсках). У большинства видов в жизненном цикле также присутствует, по меньшей мере, ещё один хозяин — позвоночное.

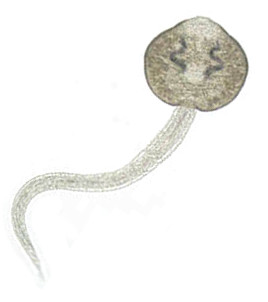
Церкария трематоды Fascioloides magna

### Партеногенетические поколения
Из яйца выходит особь первого партеногенетического поколения — мирацидий, который способен плавать с помощью биения ресничек. Для дальнейшего развития мирацидий должен заразить следующего хозяина, в котором будут паразитировать все партеногенетические стадии. В роли этого хозяина практически у всех дигенетических сосальщиков выступают брюхоногие моллюски. Лишь некоторые группы в качестве хозяина используют двустворчатых моллюсков (например, из семейства Bucephalidae) или многощетинковых червей (из семейства Aporocotylidae). Эту стадию характеризует высокая специфичность к хозяину: как правило, мирацидии заражают и развиваются в моллюсках лишь одного вида (или нескольких близкородственных видах).
Выход мирацидия из яйца у разных видов происходит либо после заглатывания яйца хозяином (пассивное заражение), либо во внешней среде (активное заражение; подразумевает поиск хозяина). Последний вариант может реализоваться только у тех видов, яйца которых для развития должны попасть в воду. В то же время, заражение даже водных моллюсков некоторыми видами трематод осуществляется пассивно.
При обнаружении хозяина мирацидий проникает через покровы и претерпевает метаморфоз, обычно сводящийся к сбрасыванию ресничных покровов и формированию нового эпителия — тегумента. У небольшого числа видов превращение носит более кардинальный характер, и их мирацидии теряют почти все органы, а следующие стадии развиваются из небольшого числа клеток. Претерпевший метаморфоз мирацидий называют материнской спороцистой. В материнской спороцисте из партеногенетических яйцеклеток развивается следующее поколение — дочерние партениты, в зависимости от строения называемые редиями или дочерними спороцистами. Дочерние партениты в размножения отрождают либо следующие поколения дочерних партенит такого же строения, либо церкарий — личинок амфимиктного поколения.
Дочерние партениты некоторых трематод могут обитать в моллюске в течение нескольких лет, не приводя к его гибели, подавляя, однако, его репродуктивную активность. Паразитизм других видов, характеризующихся массовым выходом церкарий, закономерно приводит к гибели хозяина.

### Амфимиктное поколение
Поведение вышедшей из хозяина церкарии (расселительной личинки) специфично для разных видов. Выделяют три основных стратегии:
- прямое заражение окончательного хозяина через наружные покровы или при случайном заглатывании;
- проникновение и инцистирование в промежуточном хозяине (стадия метацеркарии), при этом промежуточный хозяин служит пищей для окончательного хозяина или следующего промежуточного хозяина (встраивание в трофическую цепь);
- инцистирование во внешней среде на неживых предметах, водных растениях или раковинах моллюсков (стадия адолескарии) с последующим пассивным заражением окончательного хозяина.

Существуют дигенетические сосальщики (например, лейкохлоридий парадоксальный), церкарии которых не выходят из тела хозяина, а заражают следующего хозяина при поедании им предыдущего.
За исключением единичных случаев, окончательный хозяин, в котором развиваются половозрелые особи амфимиктного поколения (мариты), — позвоночное. В организме хозяина они могут локализоваться в кишечнике, паренхиме и протоках печени, жёлчном пузыре, органах выделительной системы, дыхательных путях, кровеносном русле или даже под веком. Образующиеся после скрещивания марит яйца выводятся во внешнюю среду с калом или мочой хозяина.

## Гипотеза о социальной организации
В 2010 году американские исследователи показали, что партениты одного из видов рода Himasthla, паразитирующие в улитках Cerithidea californica, чётко разделяются на две группы, характеризующиеся различными размерами, строением и поведением. Более крупные редии ведут малоподвижный образ жизни и способны к размножению, более многочисленные мелкие редии, названные первооткрывателями «солдатами», не размножаются и активно атакуют как плоских червей других видов, так и неродственных им представителей того же вида.
Однако, данная концепция подвергается критике со стороны многих специалистов по гельминтам. В качестве основных аргументов, демонстрирующих несостоятельность вывода о наличии у редий разделения на настоящие касты, можно привести следующие наблюдения:
- Между размерами тела особей из разных «каст» нет выраженного пробела, и они значительно перекрываются[7].
- У «редий-солдат» также присутствует зародышевый материал и потенциал к размножению[8].